# パウチンハウ文字
パウチンハウ文字（パウチンハウもじ、英語: Pau Cin Hau scripts、ティディム・チン語:Pau Cin Hau lai ないし Zo tual lai）は、ミャンマー・チン州のチン人宗教指導者であるパウチンハウにより考案された文字体系である。クキ・チン諸語のうち北部チン語群に属し、ミャンマーのチン州西部とザガイン地方域東部、およびインド北東部のマニプル州南部とミゾラム州北部を中心に35万人の話者をかかえるティディム・チン語を表すための文字であるが、話者でもパウチンハウ文字を読み書きできる者は少ない。
表語文字とアルファベットの2体系が存在する。表語文字は1050文字からなる。「1050」は、パウチンハウによる聖典の文字数であり、宗教的に重要な意味を持つ数字であった。また、アルファベットは57文字からなり、子音21文字、母音7文字、末子音9文字、声調・継続長・声門記号（glottal mark）20文字から構成される。この文字は1902年に考案されたと考えられているが、少なくとも2回の改訂がおこなわれている。表語文字については1回目の改訂の際考案されたものである。

## Unicode領域
U+11AC0 - U+11AFFがパウチンハウ文字に割り当てられている。
|         | 0 | 1 | 2 | 3 | 4 | 5 | 6 | 7 | 8 | 9 | A | B | C | D | E | F |
| U+11ACx | 𑫀 | 𑫁 | 𑫂 | 𑫃 | 𑫄 | 𑫅 | 𑫆 | 𑫇 | 𑫈 | 𑫉 | 𑫊 | 𑫋 | 𑫌 | 𑫍 | 𑫎 | 𑫏 |
| U+11ADx | 𑫐 | 𑫑 | 𑫒 | 𑫓 | 𑫔 | 𑫕 | 𑫖 | 𑫗 | 𑫘 | 𑫙 | 𑫚 | 𑫛 | 𑫜 | 𑫝 | 𑫞 | 𑫟 |
| U+11AEx | 𑫠 | 𑫡 | 𑫢 | 𑫣 | 𑫤 | 𑫥 | 𑫦 | 𑫧 | 𑫨 | 𑫩 | 𑫪 | 𑫫 | 𑫬 | 𑫭 | 𑫮 | 𑫯 |
| U+11AFx | 𑫰 | 𑫱 | 𑫲 | 𑫳 | 𑫴 | 𑫵 | 𑫶 | 𑫷 | 𑫸 |   |   |   |   |   |   |   |